# Manoscritto H di Francia
Il manoscritto H di Francia è un codice di Leonardo da Vinci conservato presso l'Institut de France.

## Storia

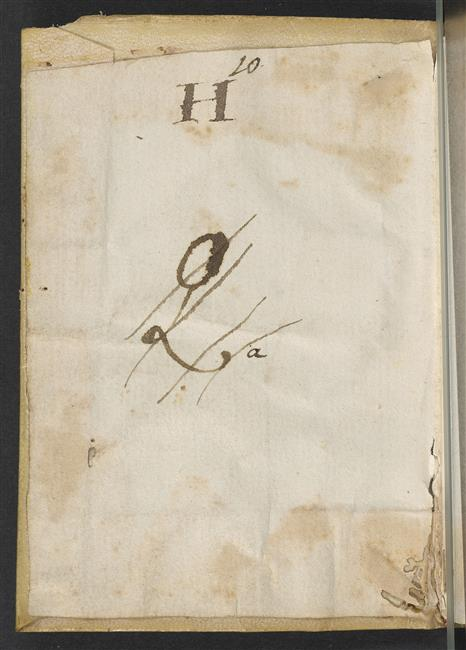
Il frontespizio del manoscritto

Il manoscritto era tra quelli sottratti alla Biblioteca Ambrosiana nel 1796 e non restituiti nel 1815, dopo la sconfitta di Napoleone Bonaparte.